# Mesterházy Sándor
Mesterházi Mesterházy Sándor (Csempeszkopács, 1862. július 21. – Nagykanizsa, 1944. március 11.) evangélikus lelkész.

## Életútja
Mesterházy Imre mérnök és Krenner Terézia fia. Középiskoláit Kőszegen, az akkor még fennállott ágostai evangélikus algimnáziumban és a soproni evangélikus líceumban végezte. Az 1884-85. tanévre a jénai egyetemre ment, ahonnét visszatérve a papi vizsgát Sopronban letette és ott 1885. szeptember 20-án lelkésszé avatták. Mint segédlelkész Nemespátróra került, ahol 1891-ben főnökének bekövetkezett halála után rendes lelkésszé választották. 1921 és 1933 között a somogyi egyházmegye esperese volt, 1935-ben vonult nyugalomba. Ezután Nagykanizsára költözött, ott hunyt el.
Cikkei az orosházi Evang. Egyház és Iskolában (XVII. 1899: Néhány szó az evangelikus vendek érdekében), a budapesti Evangelikus Családi Lapban (VII. 1901. Hit által igazulok meg Isten előtt).

## Munkája
- Konfirmácziói káté ágostai hitvallású evangelikus konfirmandusok számára. Haubner-féle konfirmácziói káté nyomán. Nagy-Kanizsa, 1892. Hat kiadást ért.
- A nemespátrói ág. hitv. ev. ker. egyház története (Csurgó, 1903)
- Kuzmics István (1723–1779.) ág. hitv. ev. lelkész és bibliafordító (Szalóky Elekkel; uo., 1911)
- A somogyi ág. hitv. ev. ker. egyházmegye története (uo., 1932)
- A mesterházi Mesterházy család története (Nagykanizsa, 1937)